# Völuspá hin skamma

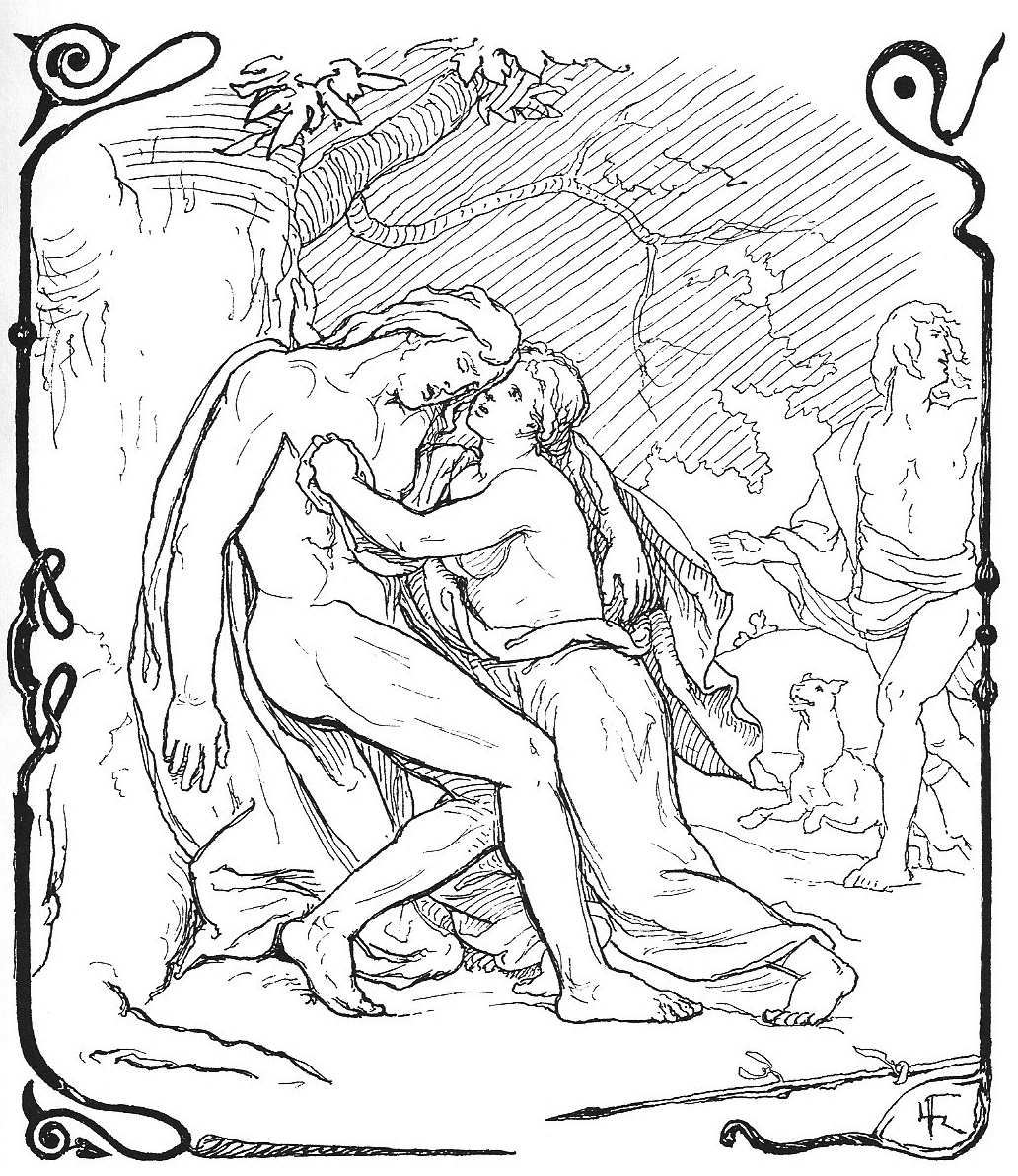
Völuspá hin skamma

Völuspá hin skamma, o Völuspá corta, es un poema en nórdico antiguo que fue preservado como un puñado de estrofas en Hyndluljóð, en la Edda poética, y como una estrofa en la sección Gylfaginning de la Edda prosaica de Snorri Sturluson. El nombre del poema se conoce solamente debido a que es citado por Snorri en Gylfaginning:
| [...] ok var sá nefndr Ymir, en hrímþursar kalla hann Aurgelmi, ok eru þaðan komnar ættir hrímþursa, svá sem segir í Völuspá inni skömmu: 7. Eru völur allar frá Viðolfi, vitkar allir frá Vilmeiði, en seiðberendr frá Svarthöfða, jötnar allir frá Ymi komnir. | Y ese hombre es llamado Ymir, pero los gigantes de la escarcha lo llaman Aurgelimir; y de él proviene la raza de los gigantes de la escarcha, como dice en Völuspá hin skamma: - Todas las brujas surgieron de Witolf, todos los brujos son de Willharm, y las que recitan hechizos surgieron de Swarthead; todos los ogros vienen de Ymir. |  |

La estrofas adicionales que se conservaron aparecen en Hyndluljóð. En su traducción de Hyndluljóð, Henry Adams Bellows comenta que el fragmento preservado de Völuspá hin skamma muestra que fue "una tardía y muy inferior imitación de la gran Voluspo", y estima que data del  siglo XII. Sugiere que su aparición en Hyndluljóð es debido a un error del copista que confundió ambos poemas y por ello considera que tienen poco valor poético y mitológico.